# خانه هفت شیروانی
خانه هفت شیروانی نام یک کتاب ادبی است که توسط ناتانیل هائورن، نویسندهٔ اهل ایالات متحده آمریکا نوشته شده‌است. این کتاب یکی از آثار مشهور ادبی جهان است.

## خلاصه داستان

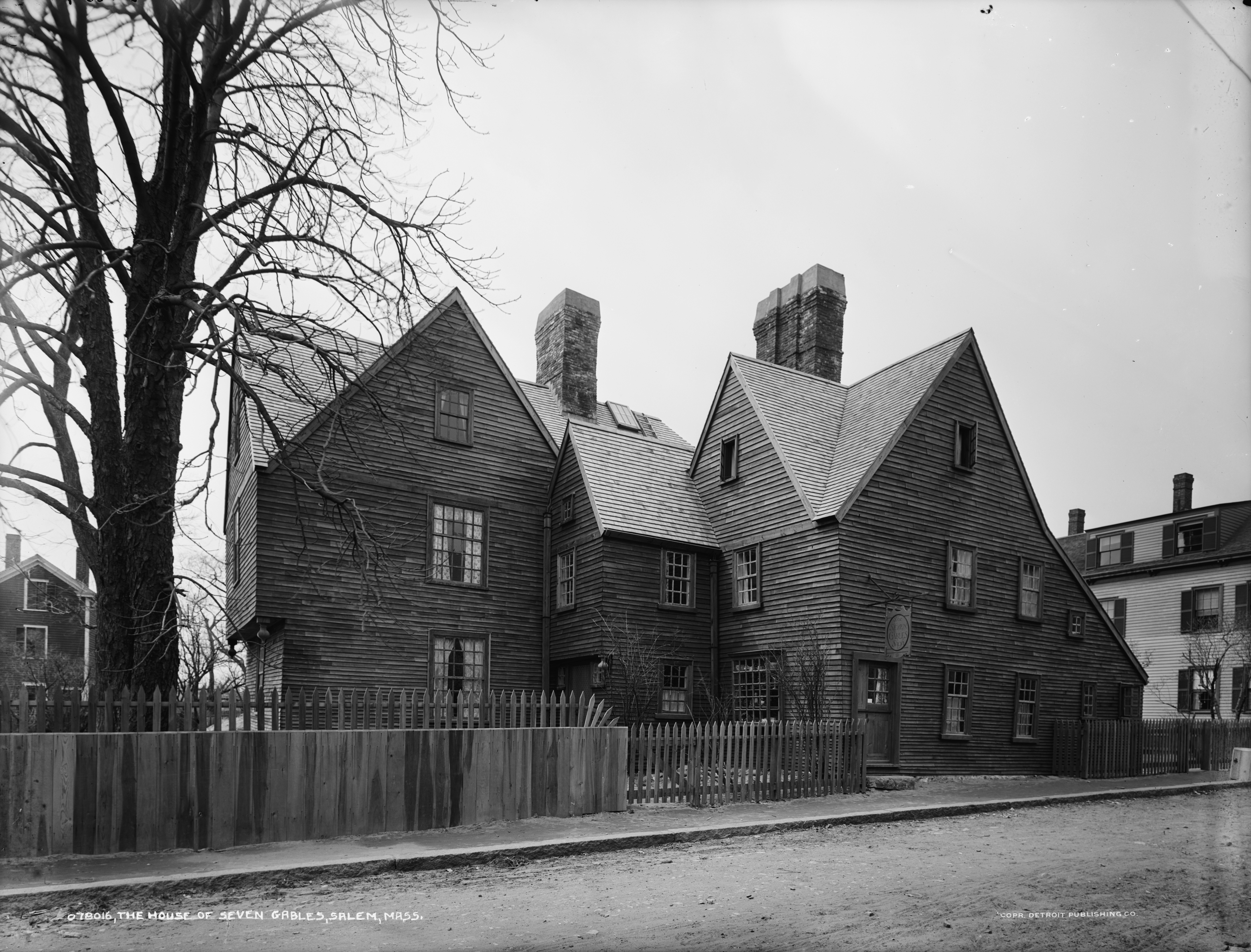
خانه هفت شیروانی

داستان در میانه های قرن نوزدهم میلادی و در منطقه نیوانگلند ایالات متحده آمریکا و حول و حوش وقایعی که در حدود دویست سال برای خاندان پینچیون اتفاق افتاده می‌گذرد. کلنل پینچیون بنیانگذار خاندان پینچیون در نیوانگلند قطعه زمینی را با توسل به قدرت از یک جادوگر میگیرد و وی را با همکاری بزرگان شهر و قضات به جرم جادوگری به اعدام محکوم می کند. جادوگر پیر قبل از مرگ کلنل را نفرین و او و خاندانش را به مرگی خاص هشدار می دهد. پس از چند روز کلنل به همان صورت پیش بینی شده و در خانه‌ای که در زمین جادوگر بنا کرده می میرد.
ادامه داستان مربوط به نواده های این خاندان است که همچنان به این نفرین گرفتارند.

## فصل ها
این کتاب در ۲۱ فصل نوشته شده است که به شرح زیر است:
- فصل اول: خانواده قدیمی پینچیون
- فصل دوم: پنجره کوچک دکان
- فصل سوم: نخستین مشتری
- فصل چهارم: یک روز پیشخوان
- فصل پنجم: ماه مه و نوامبر
- فصل ششم: چاه مول
- فصل هفتم: مهمان
- فصل هشتم: پینچیون امروزی
- فصل نهم: کلیفورد و فیبی
- فصل دهم: باغ پینچیون
- فصل یازدهم: پنجره هلالی
- فصل دوازدهم: مرد عکاس
- فصل سیزدهم: الیس پینچیون
- فصل چهاردهم: خداحافظ فیبی
- فصل پانزدهم: اخم و لبخند
- فصل شانزدهم: اتاق کلیفورد
- فصل هفدهم: پرواز دو بوم
- فصل هیجدهم: فرماندار
- فصل نوزدهم: دسته گل‌های الیس
- فصل بیستم: گل باغ عدن
- فصل بیست و یکم: عزیمت